# フランス大統領選挙
フランス大統領選挙（フランスだいとうりょうせんきょ）は、フランスの大統領を選出する選挙である。
本記事では、現在の第五共和政における大統領選挙について記述する。

## 概説
本選挙にて有効投票総数の過半数を占める候補がいない場合は最上位2人が候補である決定選挙を2週間後に実施。1965年以降2022年までの全ての大統領選挙において決定選挙が行なわれている。

## 候補者の要件
23歳以上のフランス国民であること。ただし、国会議員や地方議員などから500人以上の署名を集める必要がある。

## 過去のフランス大統領選挙
| 年     | 1位                              | 1位            | 1位        | 1位    | 2位                              | 2位              | 2位        | 2位    | 票差       |
| 年     | 候補者                           | 政党           | 得票       | 得票率 | 候補者                           | 政党             | 得票       | 得票率 | 票差       |
| ------ | -------------------------------- | -------------- | ---------- | ------ | -------------------------------- | ---------------- | ---------- | ------ | ---------- |
| 1958年 | シャルル・ド・ゴール             | 新共和連合     | 62,394     | 78.51% | ジョルジュ・マラヌ               | フランス共産党   | 10,355     | 13.03% | 52,039     |
| 1965年 | シャルル・ド・ゴール             | 新共和連合     | 13,083,699 | 55.20% | フランソワ・ミッテラン           | 社会民主連合     | 10,619,735 | 44.80% | 2,463,964  |
| 1969年 | ジョルジュ・ポンピドゥー         | 共和国防衛連合 | 11,064,371 | 58.21% | アラン・ポエール                 | 民主中道         | 7,943,118  | 41.78% | 3,121,253  |
| 1974年 | ヴァレリー・ジスカール・デスタン | 独立共和派     | 13,396,203 | 50.81% | フランソワ・ミッテラン           | 社会党           | 12,971,604 | 49.19% | 424,599    |
| 1981年 | フランソワ・ミッテラン           | 社会党         | 15,708,262 | 51.76% | ヴァレリー・ジスカール・デスタン | フランス民主連合 | 14,642,306 | 48.24% | 1,065,956  |
| 1988年 | フランソワ・ミッテラン           | 社会党         | 16,704,279 | 54.02% | ジャック・シラク                 | 共和国連合       | 14,218,970 | 45.98% | 2,485,309  |
| 1995年 | ジャック・シラク                 | 共和国連合     | 15,763,027 | 52.64% | リオネル・ジョスパン             | 社会党           | 14,180,644 | 47.36% | 1,582,383  |
| 2002年 | ジャック・シラク                 | 共和国連合     | 25,537,956 | 82.21% | ジャン＝マリー・ル・ペン         | 国民戦線         | 5,225,032  | 17.79% | 20,312,924 |
| 2007年 | ニコラ・サルコジ                 | 国民運動連合   | 18,983,408 | 53.06% | セゴレーヌ・ロワイヤル           | 社会党           | 16,790,611 | 46.94% | 2,192,797  |
| 2012年 | フランソワ・オランド             | 社会党         | 18,004,656 | 51.63% | ニコラ・サルコジ                 | 国民運動連合     | 16,865,340 | 48.37% | 1,139,316  |
| 2017年 | エマニュエル・マクロン           | 共和国前進     | 20,753,798 | 66.10% | マリーヌ・ル・ペン               | 国民戦線         | 10,644,118 | 33.90% | 10,109,680 |
| 2022年 | エマニュエル・マクロン           | 共和国前進     | 18,779,641 | 58.50% | マリーヌ・ル・ペン               | 国民連合         | 13,297,760 | 41.50% | 5,481,881  |

- 2回投票が行われた際は、決選投票の結果を表記。
- 1958年選挙の有権者は国会議員、海外領土議員、地方自治体代表者に限られた。